# Los Olmos
Los Olmos é um município da Espanha na província de Teruel, comunidade autónoma de Aragão. Tem 44 km² de área e em 2021 tinha 118 habitantes (densidade: 2,7 hab./km²).

## Demografia
| Variação demográfica do município entre 1991 e 2004 | Variação demográfica do município entre 1991 e 2004 | Variação demográfica do município entre 1991 e 2004 | Variação demográfica do município entre 1991 e 2004 |
| --------------------------------------------------- | --------------------------------------------------- | --------------------------------------------------- | --------------------------------------------------- |
| 1991                                                | 1996                                                | 2001                                                | 2004                                                |
| 174                                                 | 154                                                 | 144                                                 | 141                                                 |